# Bassano Bresciano
Bassano Bresciano is een gemeente in de Italiaanse provincie Brescia (regio Lombardije) en telt 1991 inwoners (31-12-2004). De oppervlakte bedraagt 9,6 km², de bevolkingsdichtheid is 200 inwoners per km².

## Demografie
Bassano Bresciano telt ongeveer 791 huishoudens. Het aantal inwoners steeg in de periode 1991-2001 met 22,8% volgens cijfers uit de tienjaarlijkse volkstellingen van ISTAT.
| Jaar | Inwoneraantal |
| ---- | ------------- |
| 1991 | 1466          |
| 2001 | 1800          |

## Geografie
De gemeente ligt op ongeveer 65 m boven zeeniveau.
Bassano Bresciano grenst aan de volgende gemeenten: Manerbio, Pontevico, San Gervasio Bresciano, Verolanuova.